# Nelsinho Padovani

## Nelson Fernando Padovani
Nelson Fernando Padovani (Cascavel, 29 de outubro de 1977) é um político, empresário e administrador brasileiro, filiado ao União Brasil (UNIÃO). Desde 2023, exerce o cargo de deputado federal pelo estado do Paraná.

### Formação e Carreira Profissional
Formado em Administração, Nelsinho possui pós-graduação em Fertilidade do Solo e especialização em Gestão e Sucessão Empresarial pela Fundação Getúlio Vargas (FGV). Antes de ingressar na política, atuou como empresário no setor do agronegócio, energia limpa e concessionária de máquinas agrícolas.

### Atuação Parlamentar
Na Câmara dos Deputados, Nelsinho é membro titular da Comissão de Desenvolvimento Econômico, onde atua como 2º vice-presidente desde abril de 2025. Também integra a Comissão de Minas e Energia e é suplente na Comissão de Agricultura, Pecuária, Abastecimento e Desenvolvimento Rural. Além disso, representa o Brasil no Parlamento do Mercosul (Parlasul).
Em dezembro de 2024, anunciou sua pré-candidatura ao Senado Federal para as eleições de 2026, defendendo a renovação política e o combate à corrupção.

### Vida Pessoal
Residente em Cascavel, Nelsinho é casado com Geovana e pai de dois filhos, Greco e Ana Cecília.

## Biografia
Nelsinho Padovani iniciou sua carreira política em 2008, quando foi eleito vereador em Cascavel pelo PMDB, exercendo o mandato de 2009 a 2013. Após um período afastado da política, retornou em 2022, sendo eleito deputado federal pelo Paraná com 57.185 votos, representando o União Brasil.
É filho do ex-deputado federal Nelson Padovani, tornando-se o primeiro deputado federal da história de Cascavel a seguir os passos do pai na Câmara dos Deputados.